# 下埃伊克爾
下埃伊克爾（挪威語：Nedre Eiker）是挪威布斯克呂郡已撤销的市镇。2020年1月1日并入德拉门市镇。